# Rostselmash
Rostselmash (del ruso: Ростсельмаш) es una empresa de maquinaria agrícola rusa, basada en Rostov del Don. Fue fundada en 1929. Principalmente produce cosechadoras. Los ingresos de la empresa en 2005 eran de 400 millones de dólares. El FC Rostov era llamado FC Rostselmash hasta 2003. El nombre de la compañía es la abreviatura silábica de Ростовский завод сельскохозяйственных машин, «Fábrica de Rostov de Maquinaria Agrícola».

## Historia

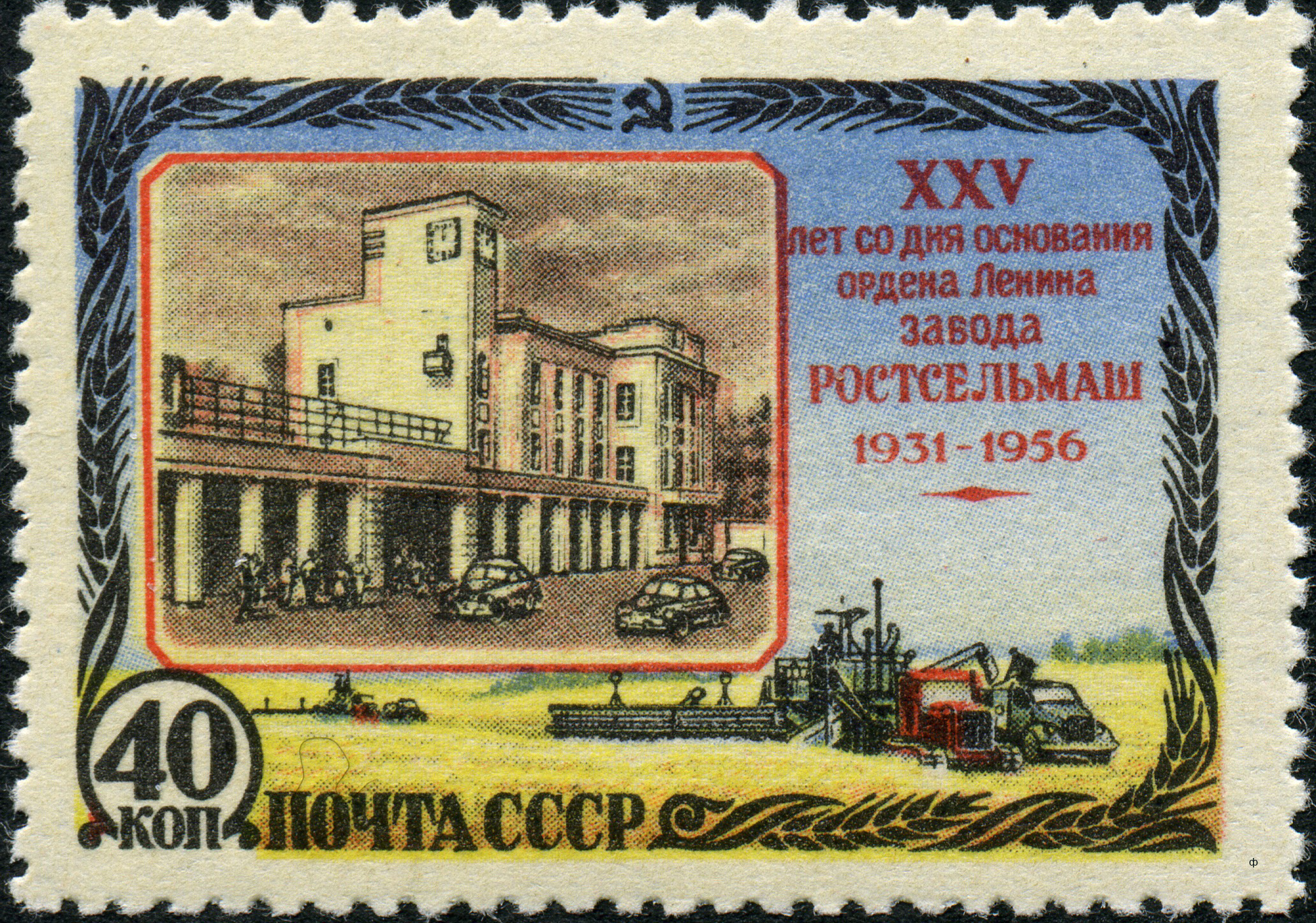
Sello soviético a los 25 años de Rostselmash.

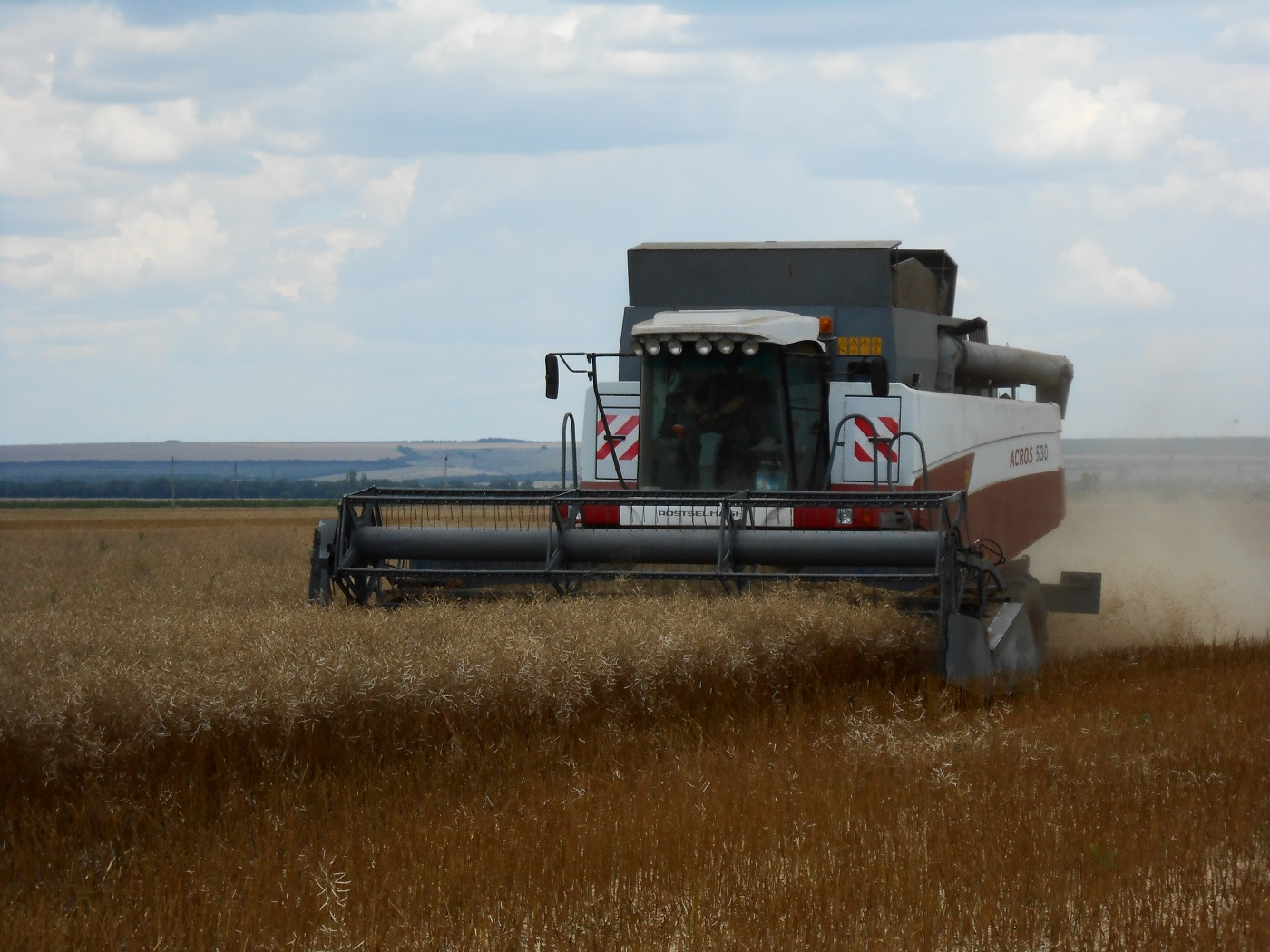
Cosechadora ACROS 530, en Transnistria.

Rostselmash fue fundada en 1929 como contratista del gobierno, produciendo una variedad de productos para las granjas del Estado. En 1931, las primeras cosechadoras Stalinets fueron producidas. La Stalinets-1 fue premiada con el diploma del Grand Prix de la Exhibición Industrial Mundial de París en 1937 y para 1940 se habían producido 50.000 unidades.
Durante la Operación Barbarroja, la fábrica de Rostselmash fue desmantelada en Rostov del Don y trasladada a Taskent, la capital de la RSS de Uzbekistán. La producción cambió de bienes agrícolas a equipamiento militar hasta el fin de la guerra. En 1943 la producción regresó a Rostov.
Tras la guerra, se fabricaron las cosechadoras Stalinets-6 y para 1955 Rostselmash se había especializado en la producción de cosechadoras de grano. En 1958 se empezaron a producir las cosechadoras autopropulsadas SK-3 y en 1962, las SK-4. En 1969, Rostselmash producía un millón de cosechadoras. Las cosechadoras SK-5 Niva, introducidas en 1973, aún se producen para el mercado de Europa Oriental. En 1984 Rostselmash producía dos millones de cosechadoras. Las cosechadoras de la serie Don se introdujeron en 1986, que serían vendidas en Norteamérica por Belarus Tractor of Canada. 
Tras la disolución de la URSS, Rostselmash fue incorporada a una sociedad por acciones en 1992 y totalmente privatizada en 2000. En 2007 tomaron el control de Buhler Industries en Winnipeg, Canadá, los dueños de la marca de tractores articulados canadienses Versatile, fundada por Peter Pakosh.

## Productos

### Cosechadoras
Rostselmash produce cuatro variantes de cosechadora. La RT 490, distribuida como Rostselmash en Europa Oriental y como Versatile en Norteamérica, donde también se venden las cosechadoras Vector y Acros. La SK-5 Niva soviética de 155 CV está disponible en Europa oriental y África.

### Tractores
Los tractores Versatile están disponibles de 190 a 620 CV